# Lijst van terugkerende personages uit Star Trek: Enterprise
Het volgende is een lijst van regelmatig terugkerende personages uit de televisieserie Star Trek: Enterprise. Hierin zijn personages die een zeer beperkte rol hebben (geen tekst, kort in beeld, etc.) niet opgenomen.

## Personages met een grote/belangrijke rol in de serie
| #  | Naam personage  | Korte omschrijving                                                                                     | Vertolker              | Seizoen(en) |
| -- | --------------- | --- | ---------------------- | ----------- |
| 1  | Daniels         | Een tijdagent uit de 29e eeuw                                                                          | Matt Winston           | 1 t/m 4     |
| 2  | Degra           | Een Xindi-primaat die een wapen ontwerpt om de Aarde mee te vernietigen                                | Randy Oglesby          | 3           |
| 3  | Guruk Dolim     | Een Xindi-reptiel, lid van de Xindi Raad, betrokken bij de meerdere aanvallen op Aarde in 2153 en 2154 | Scott MacDonald        | 3           |
| 4  | Maxwell Forrest | Een Starfleet-admiraal, leidinggevende van de Enterprise-kapitein Jonathan Archer                      | Vaughn Armstrong       | 1 t/m 4     |
| 5  | Majoor J. Hayes | Belangrijkste MACO aan boord van de Enterprise in 2153 en 2154                                         | Steven Culp            | 3           |
| 6  | Erika Hernandez | Kapitein van het zusterschip van de Enterprise, de USS Columbia NX-02                                  | Ada Maris              | 4           |
| 7  | Jannar          | Lid van de Xindiraad                                                                                   | Rick Worthy            | 3           |
| 8  | Mallora         | Lid van de Xindiraad                                                                                   | Tucker Smallwood       | 3           |
| 9  | Porthos         | De hond van Jonathan Archer                                                                            | Windy, Breezy en Prada | 1 t/m 4     |
| 10 | Thy'lek Shran   | Een Andoriaanse kapitein en bekende van Jonathan Archer                                                | Jeffrey Combs          | 1 t/m 4     |
| 11 | Silik           | Een Suliban, leider van de Cabal en strijder in de temporale oorlog                                    | John Fleck             | 1,2 en 4    |
| 12 | Arik Soong      | Voorvader van Noonien Soong, een geneticus                                                             | Brent Spiner           | 4           |
| 13 | Soval           | Een Vulcan, ambassadeur van zijn planeet op Aarde                                                      | Gary Graham            | 1 t/m 4     |
| 14 | Talas           | Een officier onder en geliefde van Shran                                                               | Molly Brink            | 3 en 4      |

## Personages met een minder grote/belangrijke rol in de serie
| #  | Naam personage(s)           | Korte omschrijving                                                        | Vertolker(s)                                  | Seizoen(en)         |
| -- | --------------------------- | ------------------------------------------------------------------------- | --------------------------------------------- | ------------------- |
| 1  | Chang                       | Een MACO-officier                                                         | Daniel Dae Kim                                | 3                   |
| 2  | Elizabeth Cutler            | Een vaandrig aan boord van de Enterprise, vriendin van Phlox              | Kellie Waymire                                | 1 en 3              |
| 3  | Humanoïde figuur            | De opdrachtgever van Silik                                                | James Horan                                   | 1 t/m 4             |
| 4  | F. Hawkins                  | Een MACO-officier                                                         | Sean McGowan                                  | 3                   |
| 5  | Kelby                       | Tijdelijke Chief Engineer ("Hoofd Machinekamer") van de Enterprise        | Derek Magyar                                  | 4                   |
| 6  | Kelly/G. Austin/E. Hamboyan | MACO-officiers                                                            | Kevin Derr                                    | 3 en 4 / 3 / 3 en 4 |
| 7  | Koss                        | Man van T'Pol in 2154                                                     | Michael Reilly Burke                          | 1 en 4              |
| 8  | Malik                       | Een Augment (zie Arik Soong)                                              | Alec Newman                                   | 4                   |
| 9  | S. Money/Parsons            | MACO-officiers                                                            | Dorenda Moore                                 | 3 en 4 / 3          |
| 10 | Persis                      | Een Augment                                                               | Abby Brammell                                 | 4                   |
| 11 | R. Richards                 | MACO-officier                                                             | Paul Sklar                                    | 3 en 4              |
| 12 | M. Romero                   | Een MACO-officier                                                         | Marco Sanchez                                 | 3                   |
| 13 | Michael Rostov              | Een technicus aan boord van de Enterprise                                 | Joseph Will                                   | 1 en 3              |
| 14 | Vormers van The Expanse     | Wezens die de Xindi deden geloven dat de mensheid hen zou vernietigen     | Josette DiCarlo, Mary Mara en Ruth Williamson | 3                   |
| 15 | Williams                    | Officier onder Maxwell Forrest                                            | Jim Fitzpatrick                               | 1, 2 en 4           |
| 16 | Thalen                      | Hulp en vertrouweling van Degra                                           | Josh Drennen                                  | 3                   |
| 17 | T'Pau                       | Belangrijke persoon in de Vulcaanse Reformatie (zie Kir'Shara)            | Kara Zediker                                  | 4                   |
| 18 | V'Las                       | Conservatieve leider van het Hoge Commando van Vulcan                     | Robert Foxworth                               | 4                   |
| 19 | Vosk                        | Tijdreiziger die de koers van de Tweede Wereldoorlog probeert te wijzigen | Jack Gwaltney                                 | 4                   |
| 20 | W. Woods                    | Een MACO-officier                                                         | Ricky Lomax                                   | 3 en 4              |